# Insuficiència renal
Una insuficiència renal (IR) és una condició mèdica en la qual els ronyons deixen de filtrar adequadament els productes de rebuig de la sang. Les dues formes principals són la insuficiència renal aguda, que sol ser reversible amb el tractament adequat i la insuficiència renal crònica, que sovint no és reversible. En ambdós casos, hi sol haver una causa subjacent.
La insuficiència renal es determina principalment per una disminució en la taxa de filtració glomerular (TFG), la velocitat a la qual la sang es filtra en el glomèrul del ronyó. A menor TFG, correspon una major gravetat del procés. Això provoca una disminució o inclús una absència de producció d'orina i l'acumulació de productes de rebuig (creatinina o urea) a la sang (azotèmia). Depenent de la causa, pot haver-hi la presència d'hematúria (la pèrdua de sang en l'orina) i proteïnúria (pèrdua de proteïnes en l'orina). Molt sovint, cursa amb una hipertensió arterial associada que augmenta de forma progressiva si no es tracta. El trastorn hipertensiu que pateixen les persones amb insuficiència renal de llarga durada té un control difícil i requereix la combinació de dos, o més, compostos antihipertensius per aconseguir un estat de normotensió (130/80 mmHg).
En la insuficiència renal, pot haver problemes de retenció de líquid en el cos (que condueix a edemes), augment dels nivells d'àcid, nivells elevats de potassi, disminució dels nivells de calci, augment dels nivells de fosfat (hiperfosfatèmia), i en les etapes posteriors, anèmia. També es poden veure afectats els ossos (osteodistròfia renal), fet que provoca un ampli ventall de manifestacions que tenen el seu origen en diversos mecanismes fisiopatològics que progressen en funció de la durada de la malaltia: resorció i esclerosi òssia, osteomalàcia, osteopènia o osteoporosi, per exemple. A llarg termini els problemes de ronyó estan associats amb un major risc cardiovascular, en bona part a causa d'una elevació perllongada del bicarbonat sèric en un context de desequilibri acidobàsic i també per una calcificació arterial anòmala secundària a la desregulació del metabolisme del calci i dels fosfats que afavoreix el desenvolupament de malaltia coronària. Es parla de síndrome cardiorenal quan en un malalt coexisteixen simultàniament una insuficiència renal i una insuficiència cardíaca, de forma que un augment de la disfunció dels ronyons empitjora la disfunció del cor i viceversa, produint-se així un efecte de retroalimentació que accelera el dany renal i el miocardíac alhora, agrupat avui dia en cinc condicions clíniques diferents.
En els malalts amb cirrosi i ascites existeix una disfunció circulatòria associada a vasoconstricció renal i al consegüent deteriorament del flux sanguini dels ronyons. En aquest
context, un empitjorament addicional de la funció hepática o dels agents etiològics que disminueixen el volum vascular efectiu comporta una perfusió reduïda i un baix filtrat glomerular que origina el desenvolupament d'insuficiència renal.
En pacients ancians afectes d'obstrucció intestinal, no és infreqüent l'aparició d'una insuficiència renal de naturalesa prerenal, a causa de l'acumulació massiva de líquids a les nanses de l'intestí.
L'obesitat es considera un factor de risc associat al desenvolupament d'insuficiència renal, ja que pot ser la causa d'una proteïnúria que, amb el decurs dels anys, ocasioni una disminució del filtrat glomerular. A banda d'això, un excés de massa corporal comporta un fenomen d'hiperfiltració perllongada que amb freqüència constitueix el substrat d'una glomerulopatia.
Rarament, la sarcoïdosi -familiar o no- té com a primera manifestació una IR amb hipercalcèmia i hipercalciúria. A banda de casos molt determinats, acostuma a respondre bé als corticoides.
L'origen d'algunes IRs pot ser iatrogènic. L'administració endovenosa continuada de bifosfonats rics en nitrogen (compostos derivats del pirofosfat que inhibeixen l'activitat osteoclàstica) és una causa ocasional d'IR, ja que té un efecte nefrotòxic que fa necessari un adequat control analític del pacient. En ancians polimedicats, amb diverses patologies de base però sense evidència de malaltia renal prèvia, la presa d'AINEs pot induir l'aparició d'una IR. Poques vegades, les solucions orals de fosfat de sodi utilitzades abans de la pràctica de colonoscòpies desencadenen IRs agudes o cròniques. Dosis excessives de catàrtics que contenen magnesi poden causar IRs o agreujar disfuncions renals ja existents, especialment en malalts geriàtrics amb alteracions del trànsit intestinal. S'han descrit casos esporàdics d'IR progressiva secundaris al tractament amb alectinib (un inhibidor de la cinasa limfoma-anaplàsica indicat en certs tipus de càncer de pulmó i amb una bona tolerància en general), que han comportat un canvi de medicació. La presa de determinats fàrmacs durant la gestació, com ara el telmisartan (un antagonista dels receptors d'angiotensina II) pot ocasionar IRs agudes en els nounats. En rares ocasions, una reacció adversa a la sacarosa emprada com a excipient per administrar immunoglobulines endovenoses ha estat la causa d'IRs.
Certes IRs, sobretot agudes, són conseqüència de reaccions anafilàctiques greus a medicaments o de l'acció de toxines o de verins pertanyents a determinats insectes i ofidis; a més, la Síndrome hemolíticourèmica (SHU) és una de les causes més freqüents d'IR aguda en pacients pediàtrics. Poden ser subsegüents a fenòmens isquèmics renals produïts pel consum de cocaïna.
Les IRs no són rares en casos de cop de calor associats a l'exercici físic.